# 대기 굴절

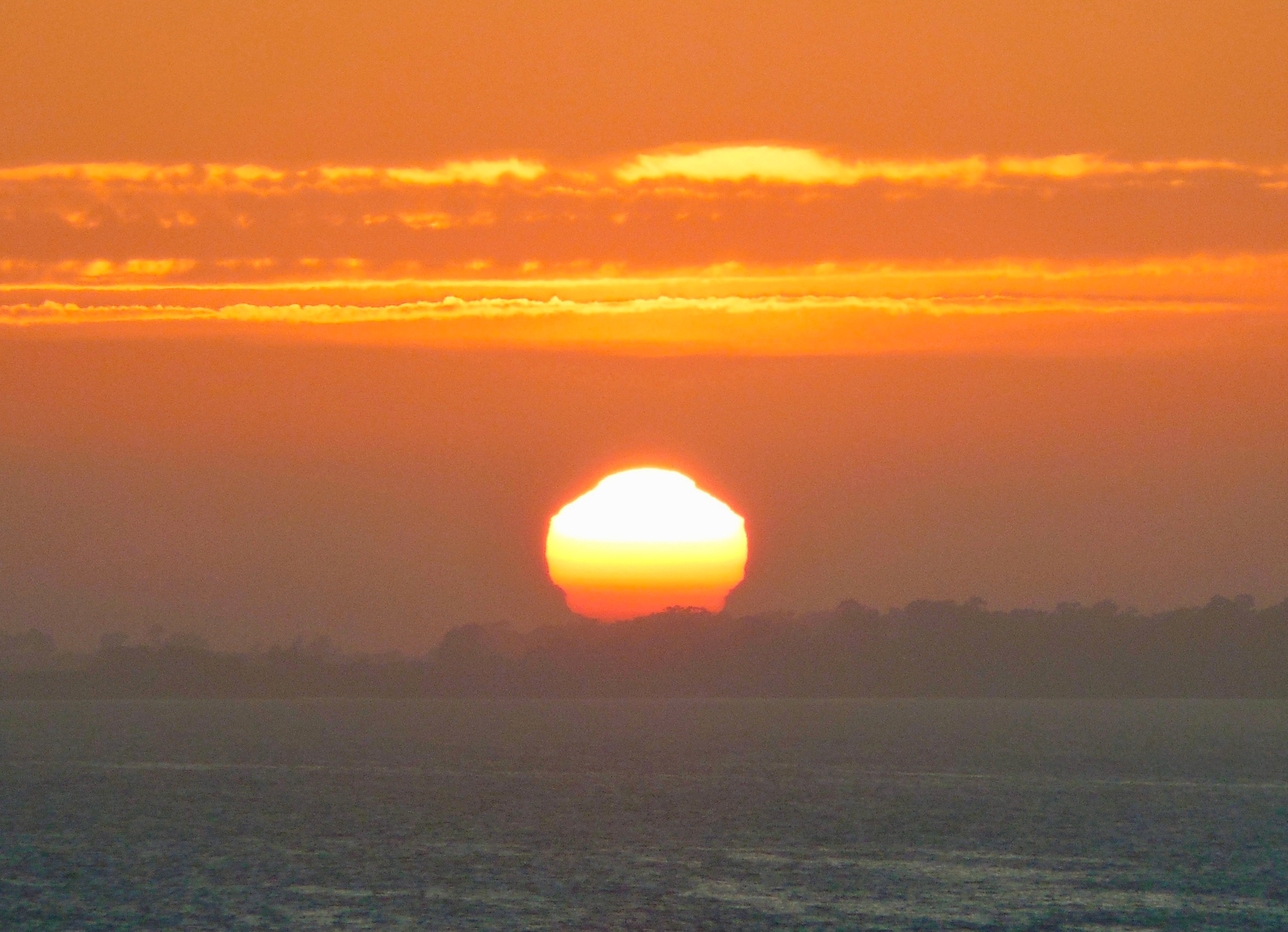

대기 굴절(大氣屈折)은 빛이 대기권을 통과하면서 밀도 차에 의해 굴절되는 현상을 말한다. 천문학에서 별을 관측할 때, 대기 굴절에 의해 발생하는 관측의 오차를 대기차(大氣差)라고 한다.
이와 같은 굴절 현상은 천체 관측에서 역시 항상 고려해야 해야 할 사항이다. 왜냐하면 허블 망원경 같은 대기권 밖에서의 천체 관측을 제외하고 우리의 관측장소는 언제나 지구 안에 한정되어 있으며, 별이 발산한 빛은 밀도가 서로 다른 여러 층으로 된 지구 대기권을 통과하여 관측자에게 다다르기 때문이다. 천문학에서 문제로 삼는 굴절차란 위에서 설명한 일상 생활에서 경험하는 빛의 굴절 현상에서 한 걸음 더 나아가 굴절된 빛의 각도를 잡아 빛의 출처인 별의 위치를 밝히는 데에 있다. 쉽게 알아보기 위하여 과장하여 그린 위의 그림에서 우리가 관측하기엔 별은 흰색의 별 위치에 있는 것처럼 생각되지만, 별의 실제의 위치는 이와 약간 다른 지점에 있다. 고도가 낮은 천체일수록 굴절의 효과가 심하며, 천정에서는 나타나지 않는다.

## 같이 보기
- 굴절

- https://en.wikipedia.org/wiki/Atmospheric_refraction